# Interstate H-3
Az Interstate H-3, helyi nevén John A. Burns Freeway Hawaii államban található Oahu szigetén.
A H-3 autópálya a H-1 és H-201 autópályák kereszteződésében indul, áthalad a Ko'olau hegyen, majd a Tetsuo Harano alagúton, a Hospital Rock alagúton, a vége pedig a Marine Corps Bázis főbejáratánál van.

## Fontosabb kijáratok

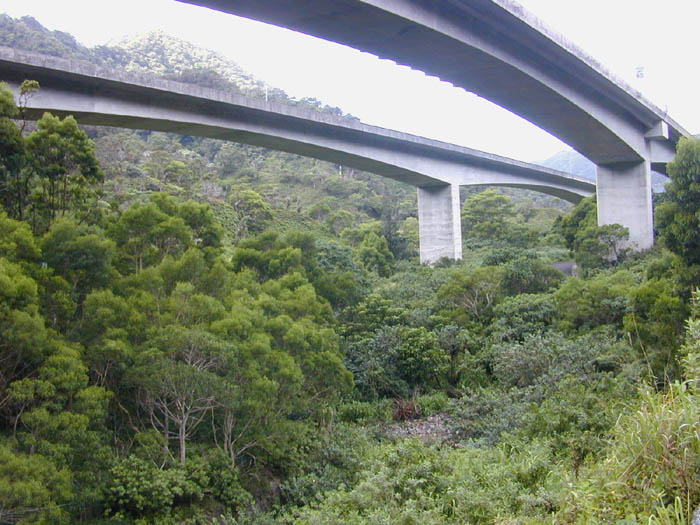
H-3 viaduktok a Halawa völgyben

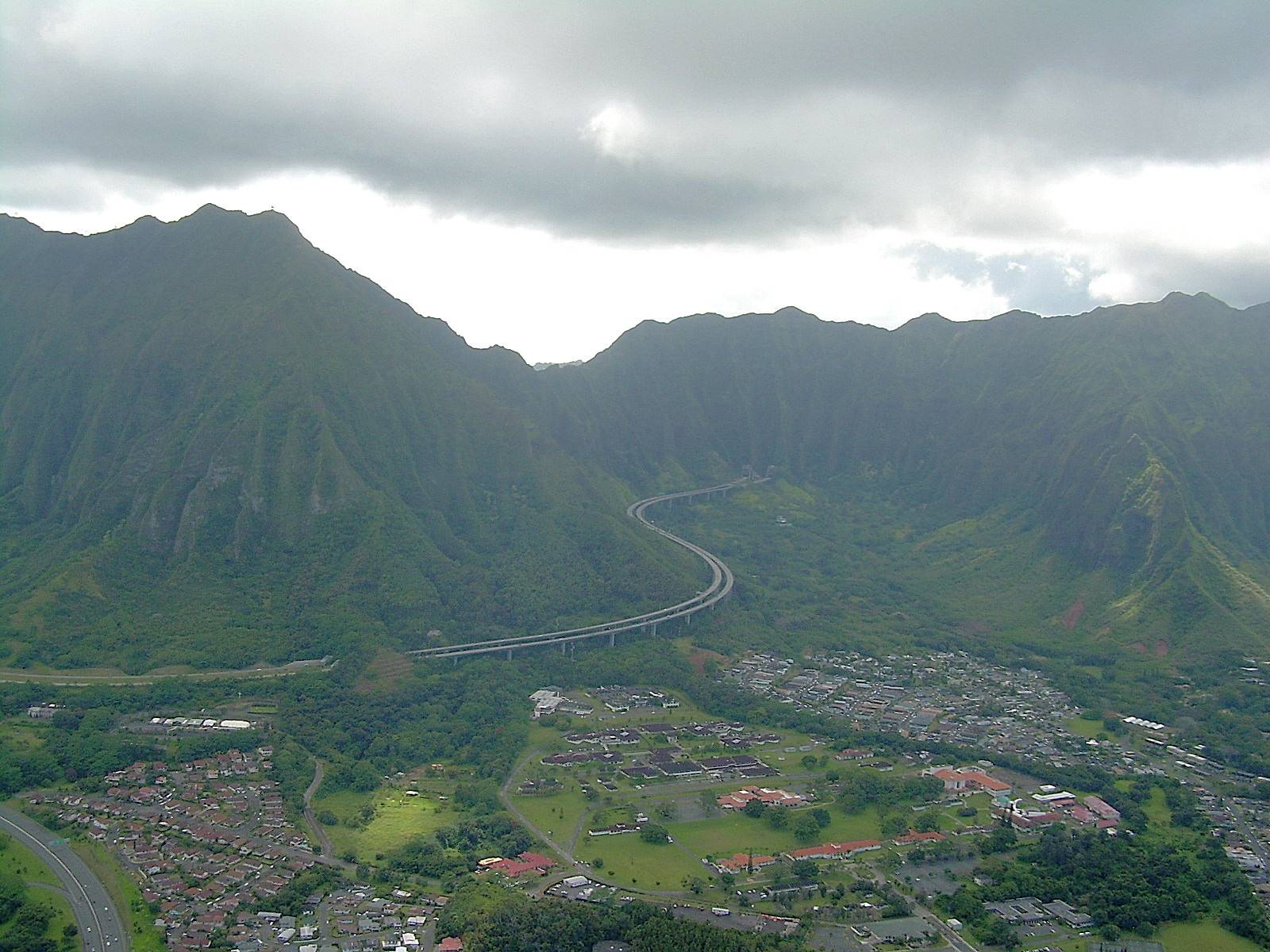
Felülnézet az egyik alagút bejáratáról

- Halawa H-1, H-201
- Kaneohe
- Marine Corps Bázis

## Fordítás
- Ez a szócikk részben vagy egészben  az   Interstate H-3 című angol Wikipédia-szócikk fordításán alapul.  Az eredeti cikk szerkesztőit annak laptörténete sorolja fel. Ez a jelzés csupán a megfogalmazás eredetét és a szerzői jogokat jelzi, nem szolgál a cikkben szereplő információk forrásmegjelöléseként.